# Арон (Мајан)
Арон (фр. Aron) насеље је и општина у западној Француској у региону Лоара, у департману Мајен која припада префектури Мајен.
По подацима из 2011. године у општини је живело 1.755 становника, а густина насељености је износила 53,42 становника/km². Општина се простире на површини од 32,85 km². Налази се на средњој надморској висини од 137 метара (максималној 160 m, а минималној 103 m).

## Демографија
| 1962. | 1968. | 1975. | 1982. | 1990. | 1999. | 2011. |
| ----- | ----- | ----- | ----- | ----- | ----- | ----- |
| 995   | 1.056 | 1.141 | 1.293 | 1.378 | 1.550 | 1.755 |

График промене броја становника у току последњих година